# نوگوچی هیده‌یو
نوگوچی هیده‌یو ((به ژاپنی: 野口 英世 Noguchi Hideyo)؛ زاده ۲۴ نوامبر ۱۸۷۶ - درگذشته ۲۱ مهٔ ۱۹۲۸) یک دانشمند در زمینه باکتری‌شناسی اهل ژاپن بود که در ۱۹۱۱ عامل سفلیس را به عنوان علت بیماری فلج پیشرونده کشف کرد.